# Manoir de Mouchaut
Le manoir de Mouchaut (ou Moucheau) est situé sur la commune de Huismes, dans le département d'Indre-et-Loire. 

## Historique
Le manoir date du XVe siècle, ancien fief relevant de la seigneurie d'Huismes, il appartient à la famille de Rancher du XVIe siècle au XVIIIe siècle, moyenne et basse justice. Hélie-René Rancher rend aveu le 16 novembre 1644 à Hélie Convers, doyen de l'église de Tours. En 1576, Antoine Rancher, chevalier, propriétaire ; en 1642, Claude Rancher, veuve de Louis Lemaire, écuyer ; et en 1644, René Rancher, chevalier.